# Prymorje
Prymorje (biał. Прымор'е, ros. Приморье) – wieś na Białorusi, w obwodzie mińskim, w rejonie mińskim, w sielsowiecie Papiernia.